# Вулиця Остафія Дашковича (Черкаси)
Ву́лиця Оста́фія Дашко́вича — одна з вулиць в місті Черкасах.

## Розташування
Починається від вулиці Байди Вишневецького і тягнеться на південь 170 м, потім повертає на південний захід і тягнеться в такому напрямку до самого кінця.
Вулиця є однією з центральних, проходить через історичний центр міста, перетинаючи Хрещатик та бульвар Шевченка.

## Опис
Вулиця неширока, по 1 смузі руху в кожний бік.

## Походження назви
Вперше вулиця згадується 1879 року як Парадна. З 1893 року була розділена на 2 частини — Парадну та Лікарняну. 1923 року вулиця була об'єднана і названа на честь Карла Маркса. В період німецької окупації 1941-43 років називалась Запорізька. Після війни було повернуто довоєнну назву, а в 1993 році змінено на сучасну. Названа на честь князя Остафія Дашковича, старости черкаського та гетьмана українського.

## Будівлі
- № 1 — Будинок Верлінського
- № 21 — Черкаська філія Національного банку України
- № 23 — палац спорту «Спартак»
- № 24 — факультет фізкультури ЧНУ
- № 62 — Черкаський політехнічний технікум

## Галерея

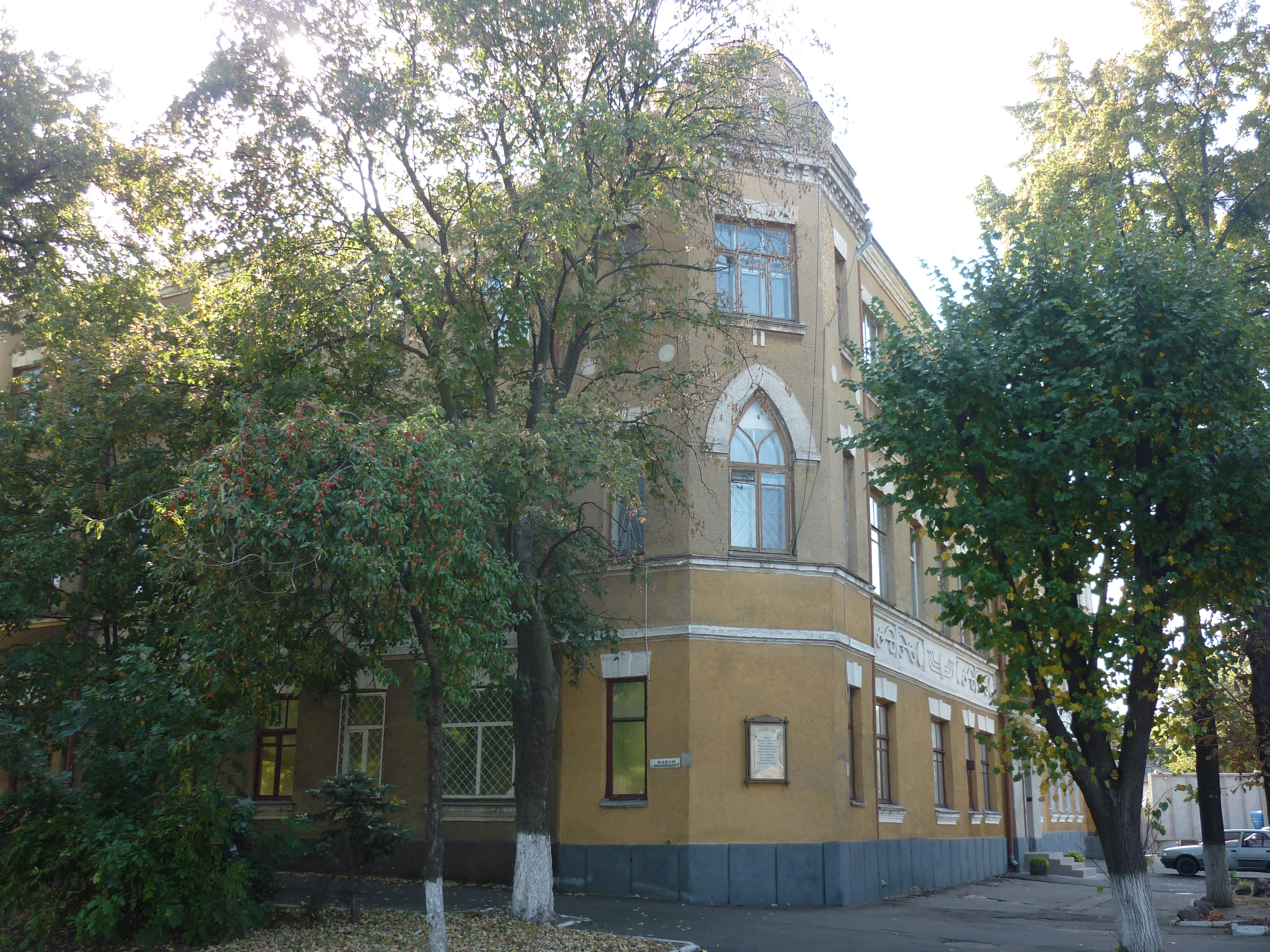
№ 1 — Будинок Верлінського
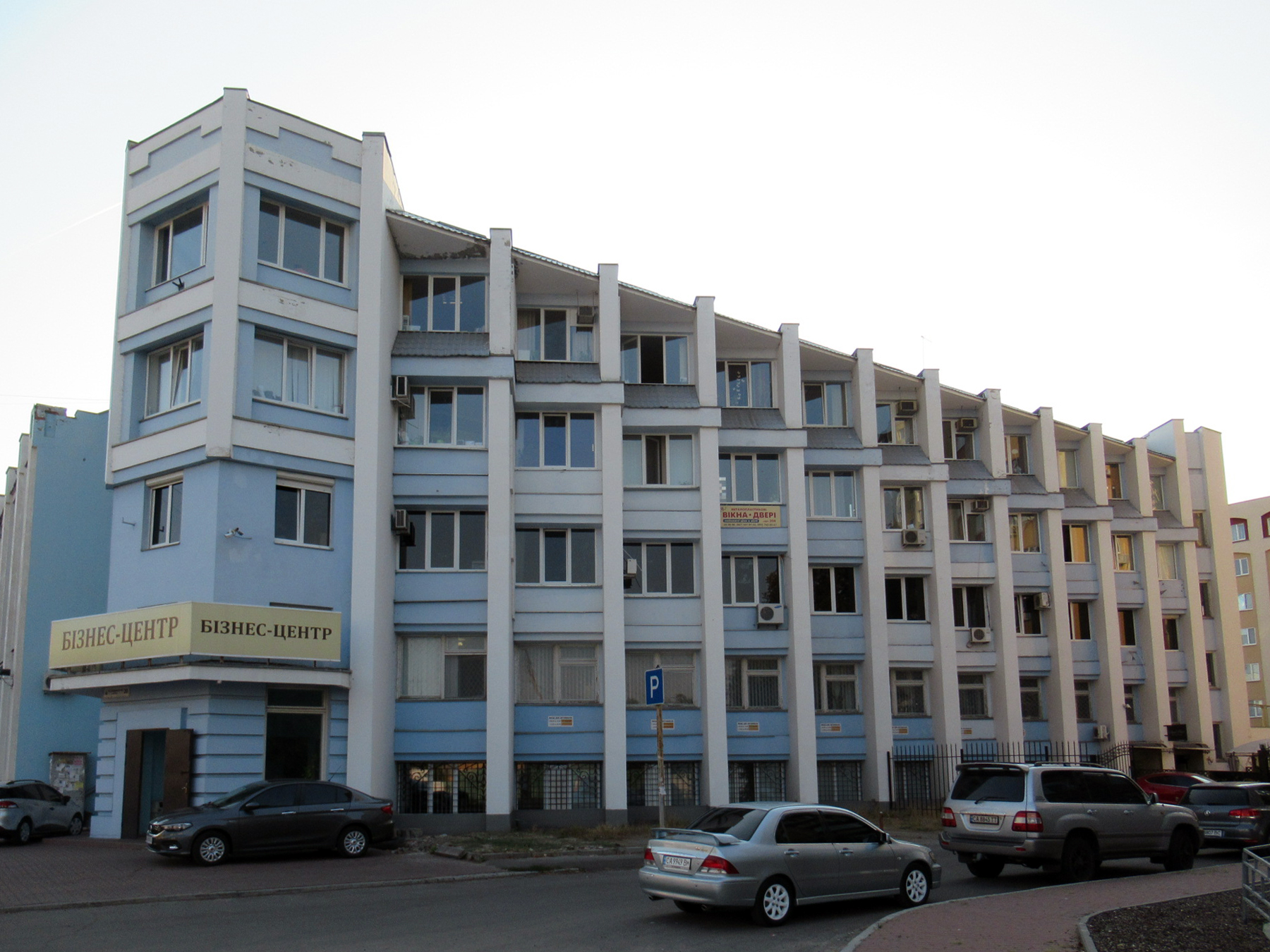
№ 20
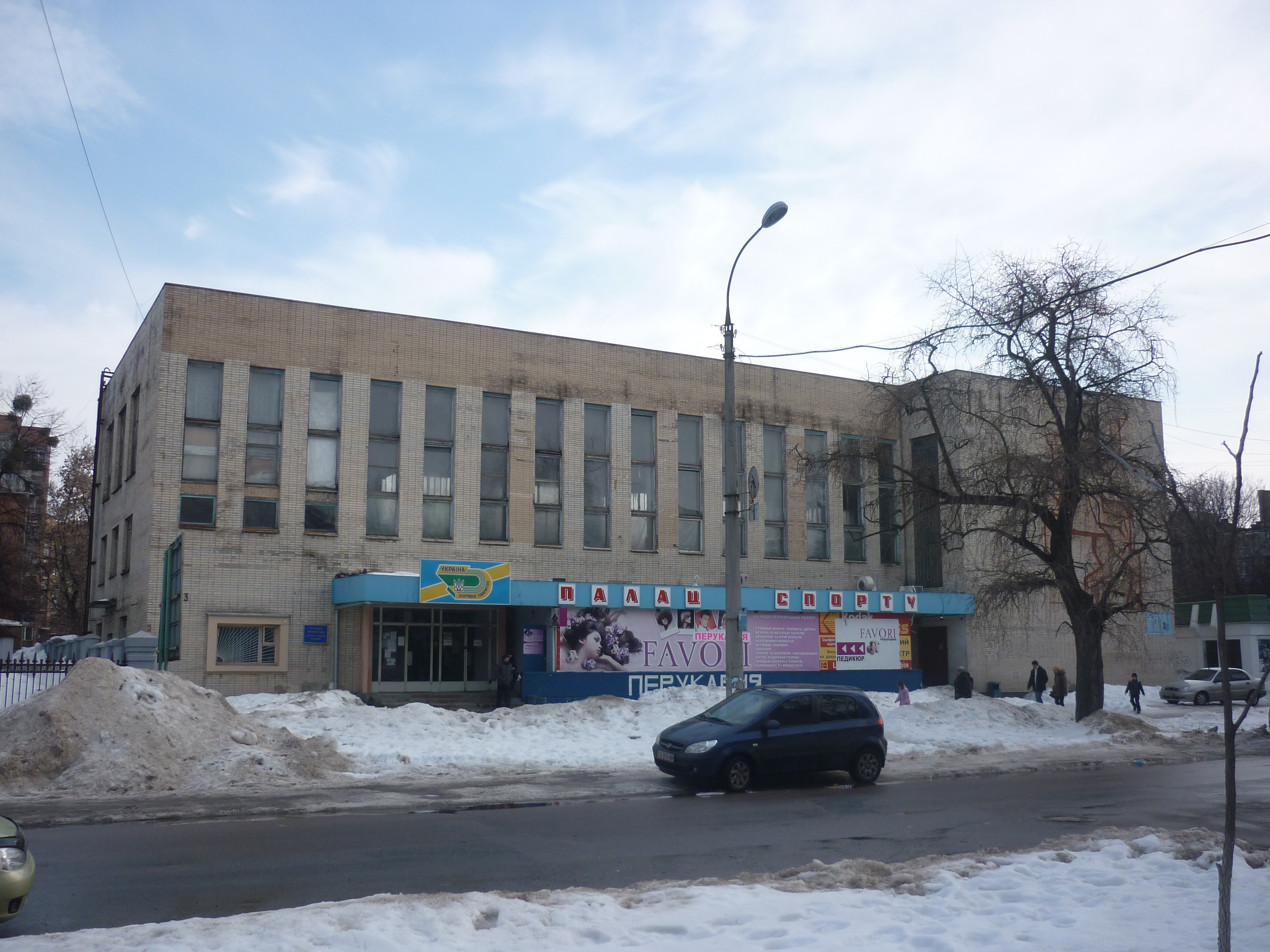
№ 23 — Палац спорту «Спартак»
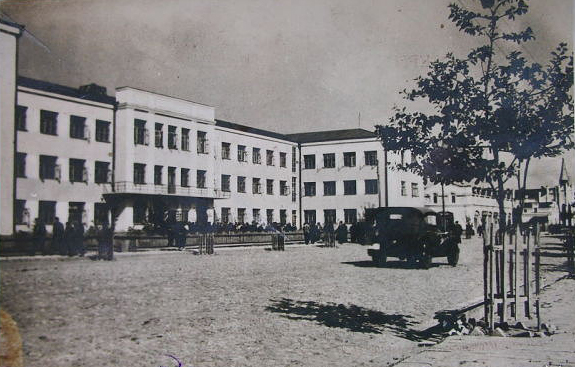
№ 24 — Будинок факультету фізкультури ЧНУ. 1930 рік
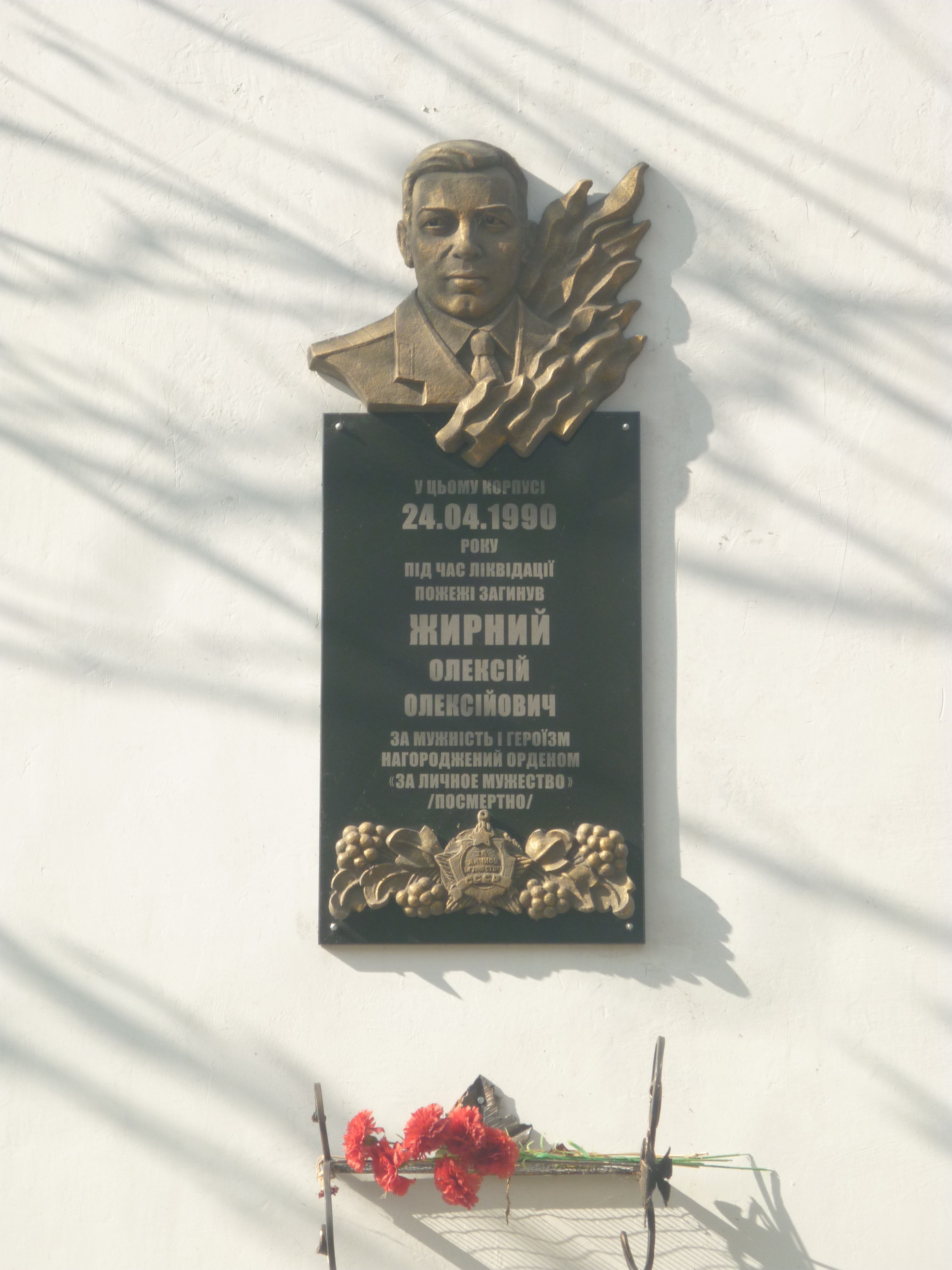
Пам'ятна дошка на фасаді корпусу ЧНУ
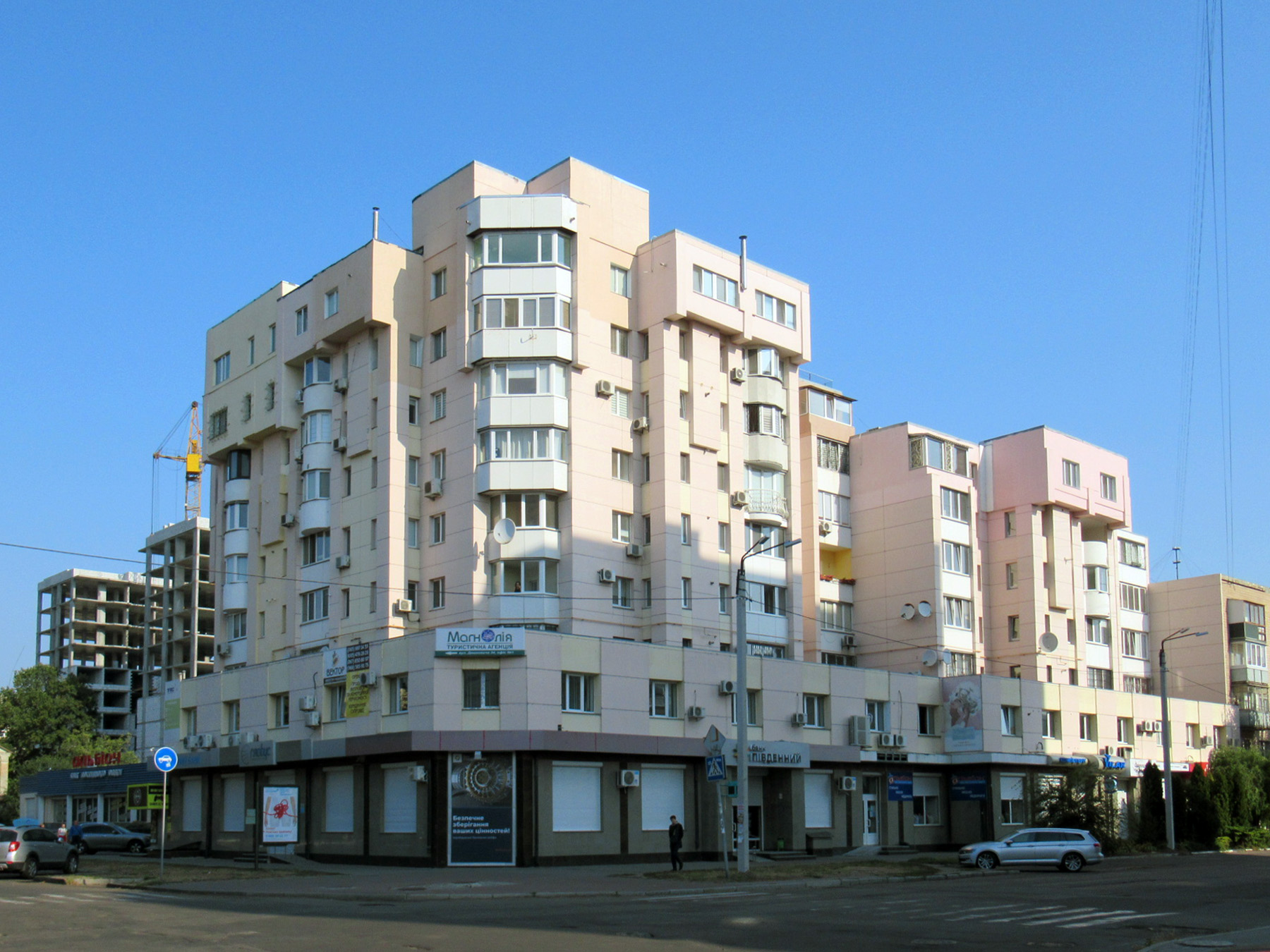
№ 34 на розі з вул. Гоголя
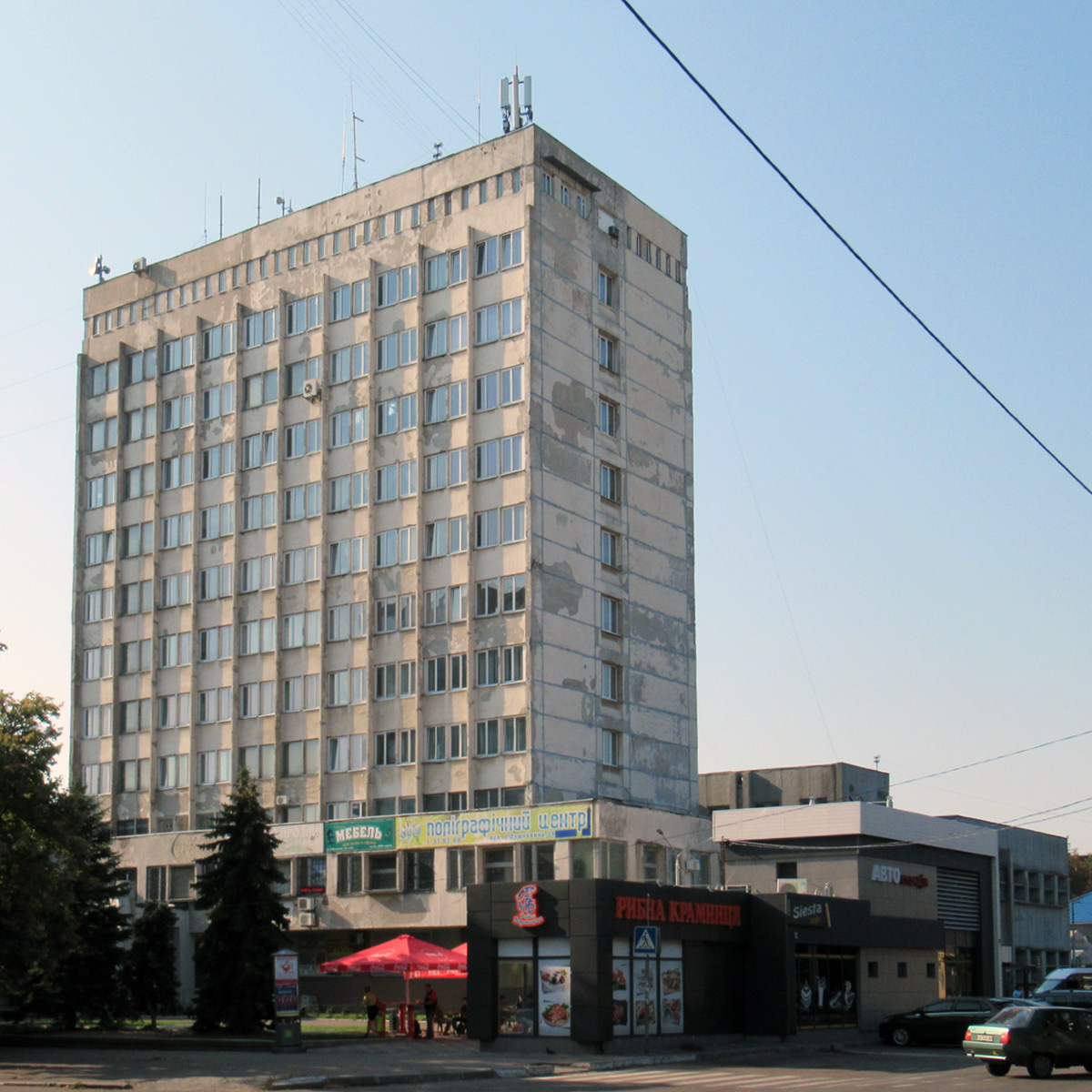
№ 39 – Головне управління статистики у Черкаській області
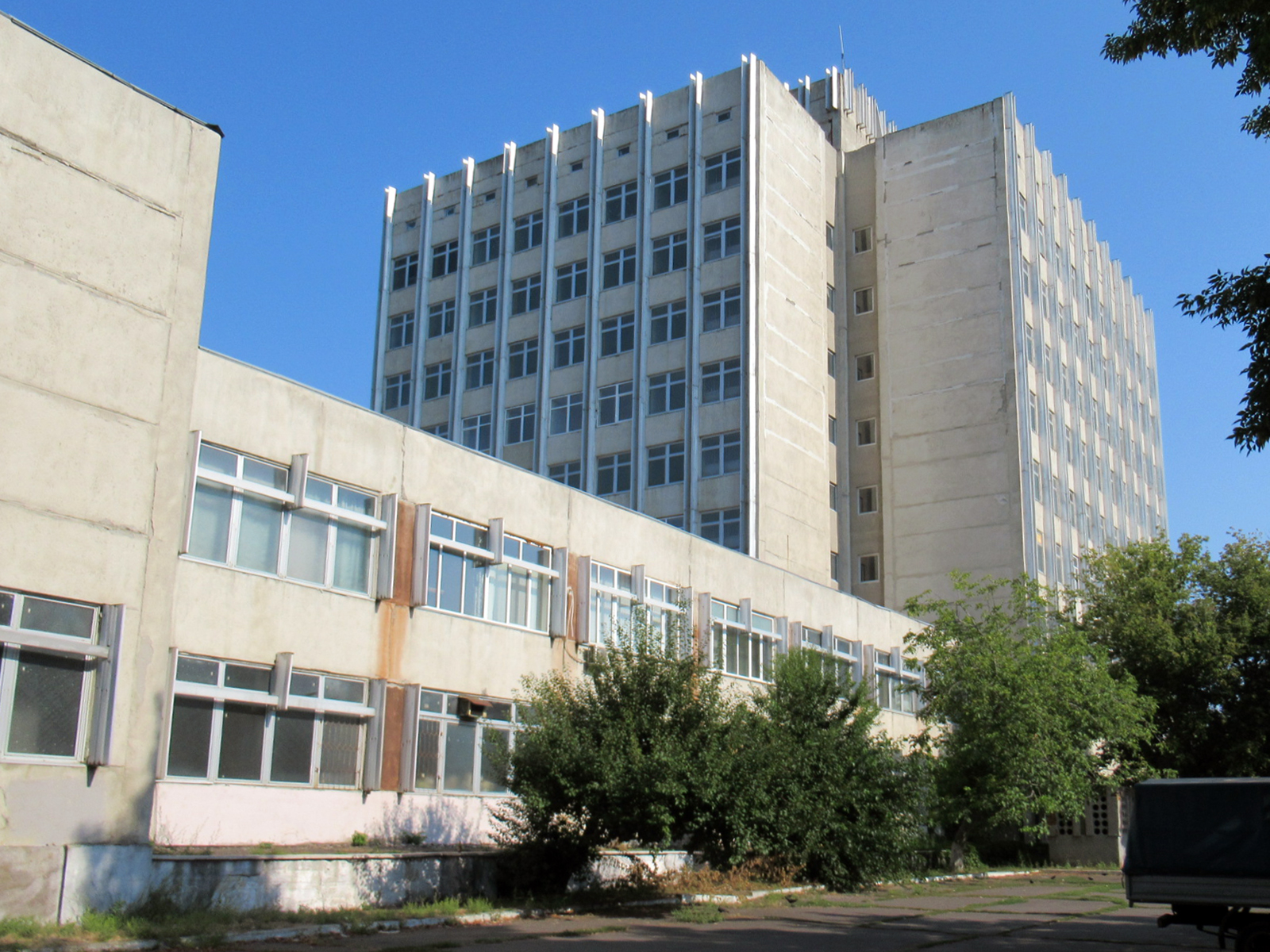
№ 54 — ЦКБ «Сокіл»
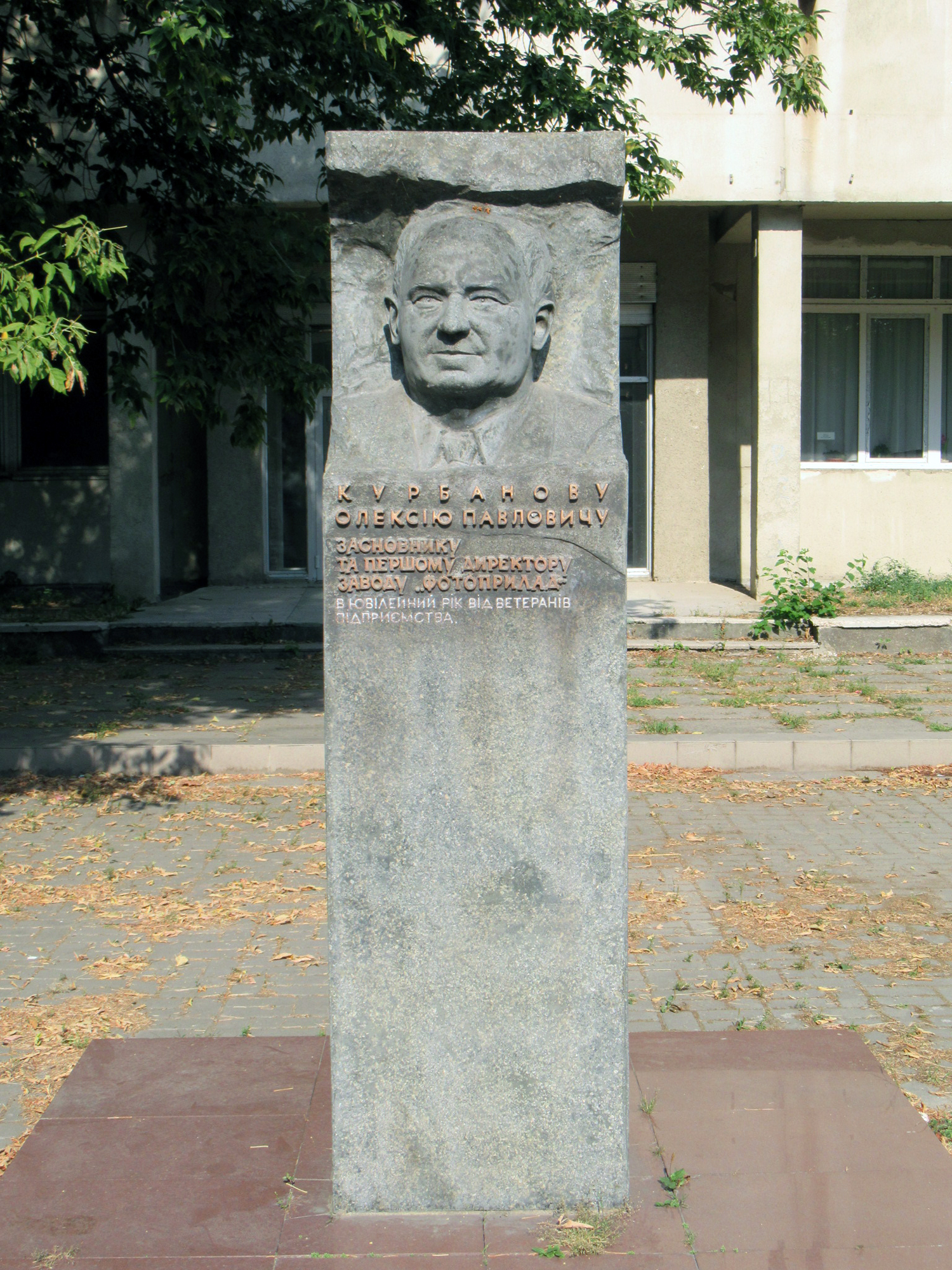
пам'ятник О. П. Курбанову, засновнику заводу «Фотоприлад»